# أجاي راو
أجاي راو هو منتج أفلام وممثل هندي، ولد في 24 يناير 1980 في الهند.

## وصلات خارجية
- أجاي راو على موقع IMDb (الإنجليزية)
- أجاي راو على موقع قاعدة بيانات الفيلم (الإنجليزية)